# Filip Raičević
Filip Raičević (serb. Филип Раичевић, ur. 2 lipca 1993 w Podgoricy) – czarnogórski piłkarz występujący na pozycji napastnika w  Taranto.

## Kariera klubowa
W wieku 15 lat rozpoczął treningi w akademii serbskiego klubu FK Partizan. W latach 2012–2013 grał w zespole młodzieżowym OFK Petrovac. Wiosną 2013 roku odbył testy w Carpi FC 1909 oraz AC ChievoVerona, jednak nie mógł zostać zarejestrowany do rozgrywek z powodu limitu obcokrajowców spoza Unii Europejskiej. Latem 2013 roku wyjechał do Belgii, gdzie starał się o angaż w RRFC Montegnée. We wrześniu tegoż roku rozpoczął treningi z zespołem AS Lucchese Libertas 1905 i uzyskał pozwolenie na pobyt we Włoszech. W styczniu 2014 roku został zgłoszony do rozgrywek Serie D i rozpoczął karierę na poziomie seniorskim. W sezonie 2013/14 uzyskał z AS Lucchese awans do Lega Pro.
W lipcu 2015 roku podpisał trzyletnią umowę z Vicenza Calcio (Serie B). W wyniku kontuzji Nicoli Pozziego trener Pasquale Marino umieścił go w podstawowym składzie. W swoim debiucie przeciwko Calcio Como (3:3) zdobył bramkę i zaliczył asystę. W rundzie jesiennej sezonu 2015/16 został on najskuteczniejszym strzelcem drużyny i otrzymał wkrótce po tym propozycję przejścia do AC ChievoVerona, Carpi FC 1909, Juventus FC, SSC Napoli oraz Tereka Grozny. Władze klubu nie chcąc osłabiać formacji ofensywnej zdecydowały się nie przyjmować żadnej z ofert. Latem 2016 roku Raičević odrzucił propozycję przedłużenia kontraktu z Vicenza Calcio. W styczniu 2017 roku został wypożyczony na 5 miesięcy do FC Bari 1908 (Serie B), notując 8 występów bez strzelonej bramki. Latem 2017 roku związał się z FC Bari trzyletnią umową i wkrótce po tym odszedł na roczne wypożyczenie do FC Pro Vercelli 1892. W sezonie 2017/18 zdobył 4 gole w 34 spotkaniach i spadł z tym klubem do Serie C.
Z powodu bankructwa i karnej relegacji FC Bari 1908 do Serie D Raičević latem 2018 roku opuścił klub i został zawodnikiem AS Livorno Calcio. W styczniu 2020 roku został wypożyczony do polskiego klubu Śląsk Wrocław prowadzonego przez Vítězslava Lavičkę. 7 lutego zadebiutował w Ekstraklasie w zremisowanym 2:2 meczu przeciwko Lechii Gdańsk. W rundzie wiosennej sezonu 2019/20 rozegrał 6 spotkań i zdobył 1 gola, po czym powrócił do AS Livorno. 3 października 2020 został wypożyczony do Ternana Calcio, umowa do 30 czerwca 2021.

## Kariera reprezentacyjna
W 2009 roku zaliczył 3 występy w reprezentacji Czarnogóry U-17, zdobywając 1 bramkę. 24 marca 2016 zadebiutował w seniorskiej reprezentacji Czarnogóry w towarzyskim meczu z Grecją w Atenach (1:2), w którym wszedł na boisko w 69. minucie za Stefana Mugošę.

## Życie prywatne
Posiada obywatelstwo czarnogórskie, serbskie i od 2015 roku belgijskie.